# Vallon de la Clarea
Le vallon de la Clarea  (Val Clarea en italien) est un vallon traversé par un torrent, la Clarea, tributaire de la Doire ripaire dans le val de Suse. Le nom Clarea vient du latin glarea (« gravier »), en référence au gravier déposé par les cours d'eau.
Le vallon, orienté nord-ouest/sud-est puis obliquant vers l'est, est encadré notamment par les dents d'Ambin, le col Clapier, le mont Giusalet et la pointe Toasso Bianco. Il débouche ensuite  sur le val de Suse à Jaillons (Giaglione).
En haut du vallon se trouve à l'ouest vers Ambin le refuge Luigi Vaccarone (2 741 m) et à l'est vers le mont Giusalet le refuge Avanzà (2 578 m).
Le vallon de la Clarea était autrefois parcouru par un sentier venant du col du Clapier, une voie de franchissement des Alpes, mais ce passage a été interrompu au début du Moyen Âge par un glissement de terrain.
En bas du vallon, la construction du canal Maria Bona a été achevée au cours de la seconde moitié du XVe siècle. Ce canal, creusé dans les flancs rocheux du Toasso Bianco, collecte de l'eau de la Clarea pour irriguer ensuite les prés de Giaglione.
Récemment[précision nécessaire], un réservoir d'altitude de 563 300 m3 a été construit au milieu du vallon pour alimenter une usine hydroélectrique souterraine (laquelle utilise également les eaux de la Doire ripaire, acheminées par un canal de dérivation jusqu'au réservoir). Du réservoir, une conduite forcée amène l'eau sous pression à l'usine, à Vénaux, où elle est turbinée, pour être ensuite stockée dans une retenue située dans les gorges de Suse. En heures de basse consommation électrique, c'est-à-dire la nuit, inversement l'eau peut être pompée électriquement vers le réservoir d'altitude d'où elle sera disponible pour satisfaire les pics de consommation diurne.